# شيريل ميلز
شيريل ميلز (بالإنجليزية: Cheryl Mills)‏ (و. 1965 – م) هي محامية من الولايات المتحدة الأمريكية .
وهي عضوة في الحزب الديمقراطي الأمريكي .

## التعليم
تعلمت في جامعة فرجينيا، وجامعة ستانفورد.